# Hawe
Hawe Spółka Akcyjna – polskie przedsiębiorstwo z siedzibą w Warszawie, notowane na Giełdzie Papierów Wartościowych w Warszawie od lutego 2007 roku do 2018 roku.

## Historia
Firma prowadzi działalność od 1990 roku, a jako spółka akcyjna od lutego 2007 roku. Hawe S.A. powstała w wyniku połączenia notowanej wcześniej na rynku CeTO oraz GPW spółki venture capital Ventus SA oraz Hawe Sp. z o.o.
30 grudnia 2010 roku Agencja Rozwoju Przemysłu S.A. podpisała z HAWE Telekom Sp. z o.o. umowę pożyczki na cele inwestycyjne w wysokości 100 mln zł.
5 lipca 2016 roku Komisja Nadzoru Finansowego (KNF) jednogłośnie nałożyła na spółkę Hawe S.A. karę pieniężną w wysokości 250 tys. zł, wobec naruszenia obowiązków informacyjnych.
13 października 2016 roku powstało Porozumienie Akcjonariuszy Hawe S.A.
27 marca 2018 r. Komisja Nadzoru Finansowego wydała decyzję bezterminowo wykluczającą akcje spółki Hawe S.A. z siedzibą w Warszawie z obrotu na rynku regulowanym prowadzonym przez Giełdę Papierów Wartościowych w Warszawie S.A. oraz nakładającą na Hawe S.A. karę pieniężną w wysokości 700 tysięcy złotych. Powodem było między innymi kilkukrotne naruszenie przez Hawe S.A. ustawy o ofercie publicznej, m.in. poprzez nieprawidłowości w publikacjach raportów bieżących i okresowych.
Od 2018 roku akcjonariusze bezskutecznie domagają się wydania odcinków zbiorowych akcji. Na wniosek Akcjonariuszy toczą się w tej sprawie postępowania przed organami ścigania. Spółka nie prowadzi rejestru akcjonariuszy wymaganego prawem. W opinii Akcjonariuszy Zarząd HAWE S.A. od wielu lat uniemożliwia realizację ich praw. Nie są też publikowane sprawozdania Spółki.
Na podstawie Rozporządzenia Rady Ministrów z 23 grudnia 2019 roku (Dz.U. 27 grudnia 2019 r. poz. 2501) Hawe Telekom Sp. z o.o. znalazła się w wykazie podmiotów podlegających ochronie.

## Działalność
Spółka działa w branżach: telekomunikacyjnej, teleinformatycznej, optotelekomunikacyjnej i elektroenergetycznej.

## Grupa kapitałowa
Spółka jest liderem grupy kapitałowej, w skład której wchodzą:
- Hawe Budownictwo Sp. z o.o. (KRS 0000354420) o kapitale zakładowym 1.000.000,00 zł
- Hawe Telekom Sp. z o.o. (KRS 0000108425) o kapitale zakładowym w wysokości 80.003.948,00

## Skład i struktura grupy kapitałowej
HAWE S.A. posiada:
- HAWE Budownictwo Sp. z o.o. (HAWE Construction) – 100% udziałów
- Otwarte Regionalne Sieci Szerokopasmowe Sp. z o.o. – 100% udziałów
- Mediatel S.A. – 99.69% udziałów

Mediatel S.A. posiada:
- HAWE Telekom Sp. z o.o. – 100% udziałów
- Elterix S.A. – 99,71% udziałów
- Telepin S.A. – 99,51% udziałów

HAWE Telekom Sp. z o.o. posiada:
- Świętokrzyskie Sieci Szerokopasmowe Sp. z o.o. – 100% udziałów
- Podlaskie Sieci Szerokopasmowe Sp. z o.o. – 100% udziałów
- Incendo Sp. z o.o. – 100% udziałów

Elterix posiada:
- Sieci Cyfrowe Sp. z o.o. – 99.71% udziałów

## Akcjonariat
W 2016 roku ujawniło się 35 akcjonariuszy HAWE S.A., będących osobami fizycznymi, którzy posiadali łącznie 5,51 mln akcji, stanowiących 5,14% w kapitale zakładowym Spółki.
Według informacji Stowarzyszenia Inwestorów Indywidualnych z 12.06.2012 roku historycznie struktura akcjonariatu przedstawiała się następująco:
– 28,22% Trinitybay Investmens Ltd
– 9,58% Marek Falenta
– 9,09% Petrenams Ltd
– 6,53% Generali OFE
– 5,02% IDEA TFI
– 3,50% akcje własne
– 38,06% Pozostali (free float)
Według informacji podanych w Raporcie Bieżącym 17/2010 z 15.04.2010 w składzie portfela Pioneer Funduszu Inwestycyjnego Otwartego (Pioneer FIO) utworzonego przez Pioneer Pekao Towarzystwo Funduszy Inwestycyjnych S.A. znajdowało się łącznie 10 236 872 akcji Spółki, co stanowiło 9,73% kapitału zakładowego.